# カンタブリア地域主義党
カンタブリア地域主義党（スペイン語: Partido Regionalista de Cantabria）は、スペイン・カンタブリア州の地域政党。略称はPRC。
1978年に結成された。2019年時点ではミゲル・アンヘル・レビージャが書記長を務める。

## 歴史
カンタブリア地域主義党の起源は、カンタブリアの自治州設立を目的として、1976年5月14日に設立されたカンタブリア利益擁護協会(ADIC)にさかのぼる。 1978年時点では、カンタブリア地方には自治州が創設される予定ではなかったが、ADICの内部では、カンタブリアの自治州創設を促進するための、そして1979年の自治体選挙をめざしての、独立した地域主義者による政党の創設が議論されていた。
1978年11月10日、ミゲル・アンヘル・レビージャ、マヌエル・イスキエルド・ノサル、ホセ・ルイス・オリア・トリビオ、エドゥアルド・オブレゴン・バレーダ、フアン・ホセ・ガルシア・ゴンサレスらによってカンタブリア地域主義党(PRC)が設立された。数か月後の1979年スペイン議会総選挙において、PRCはスペイン上院に候補者を擁立した。同年4月3日、目的を絞って、自治体選挙の選挙運動を開始した。つまり、自治体側からカンタブリアの自治州化を求める請願を宣言するために必要な代表者を獲得するためである。
1979年12月8日と9日、PRCはプエンテ・ビエスゴにおいて第1回党大会を開催した。そこでは党の綱領、目的と理念、地域の現状、農政、そしてカンタブリア州自治憲章草案などが採択された。
1982年の第2回党大会で、エドゥアルド・オブレゴン・バレーダが党書記長に選出。1983年5月3日の1983年カンタブリア自治州議会選挙および自治体選挙において、PRCはカンタブリア州議会において2議席し、自治体については63人の議員を獲得した。
2003年カンタブリア州議会選挙では、得票率19.65％となる66,480票を獲得し、8議席を獲得した。カンタブリア州議会の第3党となったが、州首相指名投票では第2党のカンタブリア社会党と協力し、カンタブリア地域主義党首のミゲル・アンヘル・レビージャが州首相に選出された。